# ナローバンド
ナローバンド（Narrow band）とは狭帯域通信の事である。

## 電話におけるナローバンド
電話におけるナローバンドは、0.3～3.1または3.4kHzの音響信号を伝送できるものである。

## 無線電信におけるナローバンド
無線電信におけるナローバンドとワイドバンドとの線引きは、相対的な比較や時代によって変遷してきた。

## 有線データ通信におけるナローバンド
有線データ通信におけるナローバンドは、ブロードバンドより通信速度の遅いものをさす。米国連邦通信委員会（FCC）は下り25Mbps/上り3Mbps未満が、日本の総務省は公衆交換電話網・ISDN・一般専用線が、該当する。
ADSL 1.5Mbps・ISDN 一次群速度インターフェース（PRI：Primary Rate Interface）1.544Mbps（T1）及び2.048Mbps（E1）・基本速度インタフェース(BRI: Basic Rate Interface)128kbpsなどが代表例である。

## 特徴
周波数帯域が広いものや、通信速度の速いものと比較して次の特徴がある。
- ナローバンドだけなら国内のほぼ全域（=ほぼ全ての市・町・村）に提供されている。
- 同じ伝送路で多重化できる回線数が多い。
- 有線通信の場合、放射雑音が少なく、外部からのノイズにも強い。
- 同じ伝送距離を確保するためのエネルギーが少ない。
- 低位規格の伝送路の使用が可能である。
- 回路規模を小さくすることが可能である。